# 阿罗 (拉里奥哈自治区)
阿罗，是西班牙拉里奥哈自治区的一个市镇。总面积41平方公里，总人口9402人（2001年），人口密度229人/平方公里。